# 星野倖一郎
星野 倖一郎（ほしの こういちろう、1974年5月29日 - ）は、日本の漫画家。男性。東京都出身。

## 来歴
1992年6月、星野幸一郎（ほしのこういちろう）名義で「吸血鬼」が第30回小学館新人コミック大賞少年コミック賞入賞。1996年、『少年サンデー超』で「ボンドが切る!」を連載。長年、『烈火の炎』『MÄR』の作者で『MÄRΩ』の原案者安西信行の作画スタッフをしていた。安西作品の単行本の巻末おまけ漫画「ぽくの絵日記」に度々登場し、ほかのスタッフとともにイラストやおまけ漫画も描いている。
2012年、『週刊少年サンデーS』（小学館）より田中ロミオの小説のコミカライズ『AURA 〜魔竜院光牙最後の闘い〜』の連載を開始。2013年6月、同誌8月号より吸血鬼のホラーファンタジー『グノーシス・マーチ』の連載を開始。
2017年8月、『コミッククリア』（KADOKAWA）にて、綾里けいしが『カクヨム』に投稿したライトノベルのコミカライズ『幻獣調査員』の連載を開始。
2019年10月4日に開催されたバラエティ番組『水曜どうでしょう』のイベント「水曜どうでしょう祭 FESTIVAL in SAPPORO 2019」のメインビジュアルを担当。星野は同番組の聖地巡礼をしたことがあるほどのファンであることもあり、同年12月に番組がコミカライズ化された際に漫画を担当。『週刊少年チャンピオン』2020年1号より連載を開始。大泉のリクエストに応え、劇画調の作画で執筆されている。
2021年、同誌38号より女子高校野球を題材としたゲーム『八月のシンデレラナイン』のコミカライズ『八月のシンデレラナインS』の連載を開始。オリジナルストーリーで作品が展開されている。

## 作品リスト

### 漫画作品

#### 連載
- ボンドが切る！（原作：高木剛、『週刊少年サンデー超』1996年11月号 - 1997年7月号） - 星野幸一郎名義。
- ふな太フィッシュグラップ！（『ファミ通ブロス』1998年1月号 - 1998年3月号、1998年11月号 - 1999年8月号） - 星野幸一郎名義。
- MÄRΩ（原案：安西信行、『週刊少年サンデー』2006年39号 - 2007年28号）
- ポップコーンアバター（『クラブサンデー』2009年4月14日 - 2011年8月2日）
- AURA 〜魔竜院光牙最後の闘い〜（原作：田中ロミオ、『週刊少年サンデーS』2012年4月号[7] - 2013年5月号）
- グノーシス・マーチ（『週刊少年サンデーS』2014年8月号[8] - 2015年10月号[15]）
- 幻獣調査員（原作：綾里けいし、キャラクター原案：lack、『コミッククリア』[9]2017年8月11日 - 2018年6月8日）
- 水曜どうでしょう〜大泉洋のホラ話〜（原案：大泉洋、『週刊少年チャンピオン』2020年1号[12] - 2020年17号）
- 八月のシンデレラナインS（原作：Akatsuki、『週刊少年チャンピオン』2021年38号[14] - 2022年15号[16]→『マンガクロス』[17]2022年4月25日 - 2023年5月8日）
- 運送屋のおっさんがなぜか副業で絶対無敵剣士を務めることに〜さえない人生を送ってた俺が魔王討伐の切り札に？〜（原作：朔夜コノハ、『チャンピオンBUZZ』Vol.9[18] - ）

#### 読み切り
- アトミックハート（『ファミ通ブロス』1998年9月号） - 星野幸一郎名義。
- ワンダーシザーズ（『ファミ通ブロス』1999年12月号） - 星野幸一郎名義。
- 零アニマル（『週刊少年サンデー超』2007年11月25日号）
- 古代王者恐竜キング 7つのかけら ボクと不思議の森（『小学四年生』2008年2月号）

### 書籍
- 『MÄRΩ』、原案：安西信行、小学館〈少年サンデーコミックス〉2007年、全4巻
- 『ポップコーンアバター』、小学館〈少年サンデーコミックス〉2009年 - 2011年、全6巻
- 『AURA 〜魔竜院光牙最後の闘い〜』、原作：田中ロミオ、小学館〈少年サンデーコミックス スペシャル〉2012年 - 2013年、全4巻
- 『グノーシス・マーチ』、小学館〈少年サンデーコミックス〉2014年 - 2015年、全3巻
- 『幻獣調査員』、原作：綾里けいし、キャラクター原案：lack、KADOKAWA〈ファミ通クリアコミックス〉2018年、全2巻
- 『水曜どうでしょう〜大泉洋のホラ話〜』、原案：大泉洋、秋田書店〈少年チャンピオン・コミックス〉2020年 - 2021年、全3巻
- 『八月のシンデレラナインS』、原作：Akatsuki、秋田書店〈少年チャンピオン・コミックス〉2022年 - 2023年、全5巻
- 『運送屋のおっさんがなぜか副業で絶対無敵剣士を務めることに〜さえない人生を送ってた俺が魔王討伐の切り札に？〜』、原作：朔夜コノハ、秋田書店〈少年チャンピオン・コミックス〉2025年 - 、既刊2巻（2025年6月26日現在）
  1. 2025年1月27日発売[19][20]、ISBN 978-4-253-29801-8
  2. 2025年6月26日発売[21]、ISBN 978-4-253-29802-5

### その他
- 水曜どうでしょう特集（『ダ・ヴィンチ』2019年12月号[22]） - 企画参加[22]

## 師匠
- 安西信行